# Kreisarchiv Bodenseekreis
Das Kreisarchiv Bodenseekreis ist das kommunale Archiv des Bodenseekreises in Baden-Württemberg. Es wurde 1979 gegründet. Das Kreisarchiv ist eine Abteilung des Kreiskulturamts.

## Geschichte
Der Bodenseekreis besteht seit 1973 durch die Zusammenlegung des Landkreises Tettnang im Osten und des südlichen Hauptteils des Landkreises Überlingen. Zeitweise befand sich das Archiv am Verwaltungssitz des Landkreises in Friedrichshafen und später in Markdorf. Seit 2006 befindet sich das Archiv in Räumen des Schloss Salems. Zum Zeitpunkt des Umzugs umfasste das Archiv 40.000 Bände und 2.000 Kunstwerke.

## Aufgaben
Das Kreisarchiv ist zuständig für die Bewertung und dauerhafte Verwahrung des amtlichen Schriftguts aus der Verwaltung des Landratsamtes; die Unterstützung von Nutzern durch Beratung, Begleitung und die Erstellung von Hilfsmitteln; die Betreuung und Beratung der Kreisgemeinden, die keine eigene fachliche Betreuung ihres Archivs leisten; und Öffentlichkeitsarbeit, vor allem durch Führungen, Vorträge und Mitwirkung an Veranstaltungen.

## Leitung
Die Gesamtzuständigkeit für das Kreisarchiv liegt beim Leiter des Kreiskulturamts. Von 1979 bis 2009 hatte der Historiker Elmar L. Kuhn das Amt inne. Seit September 2009 ist der Zeithistoriker Stefan Feucht zuständig für das Kulturamt und somit das Kreisarchiv.
| Leiter         | Titel         | von/bis   |
| -------------- | ------------- | --------- |
| Gert Zang      | Kreisarchivar | 1997–2005 |
| Eveline Dargel | Kreisarchivar | 2006–     |

## Projekte
Das Kreisarchiv ist seit 2011 auch für die fachliche Betreuung des Kurt-Hahn-Archivs der Schule Schloss Salem zuständig.  Die Sammlung, die heute auf etwa 140 Meter Archivgut geschätzt wird, wurde über den letzten 60 Jahren von Mitarbeitern der Schule zusammengestellt und wird durch Findbücher zugänglich gemacht.
Bis zum Ende 2020 wird die Erfassung von Kleindenkmalen im Bodenseekreis (z. B. Feldkreuze, Inschriften, Statuen, und Grenzsteine) mit der Unterstützung von über 80 Ehrenamtlichen als Sonderprojekt gefördert.

## Veranstaltungen und Veröffentlichungen
Seit 1996 nimmt das Kreisarchiv an dem seit 1993 von der Deutschen Stiftung Denkmalschutz koordinierten und unter dem Motto European Heritage Days beworbenen Tag des offenen Denkmals teil. Das Programm wird zusammen mit der Arbeitsgemeinschaft Geschichte Bodenseekreis durchgeführt und stellt jedes Jahr ein neues Schwerpunktthema in den Mittelpunkt, das jeweils in einem gedruckten Wegweiserheft dokumentiert wird.
| Jahr | Leitthema                                                              | Bemerkungen                                                                        |
| ---- | ---------------------------------------------------------------------- | ---------------------------------------------------------------------------------- |
| 1996 | Kapellen                                                               | 20 Kapellen und Pfarrkirchen                                                       |
| 1997 | Türme                                                                  | 13 Türme unterschiedlicher Bestimmungen                                            |
| 1998 | Revolution 1848 / 49 im Bodenseekreis                                  | Ein Rundgang mit 27 Stationen                                                      |
| 1999 | Kraft des Wassers: Mühlen, Elektrizität, Trinkwasser                   |                                                                                    |
| 2000 | Kulturlandschaft Bodenseekreis                                         |                                                                                    |
| 2001 | Schöne Räume                                                           | Innenschmuck profaner und kirchlicher Bauwerke                                     |
| 2002 | Ensembles                                                              | Unterschiedliche Typen von Gebäudegruppen                                          |
| 2003 | Neues Leben in alten Klöstern                                          |                                                                                    |
| 2004 | Wasser – Gewerbe – Leben                                               |                                                                                    |
| 2005 | Ewiger Frieden                                                         |                                                                                    |
| 2006 | Gartenlandschaft Bodenseekreis                                         | Geschichtliche Hintergründe und Besonderheiten von so genannten „grünen Denkmalen“ |
| 2007 | Orte der Einkehr und des Gebets im Bodenseekreis                       | Führungen durch über 30 Objekte                                                    |
| 2008 | Spurensuche – Archäologie und Bauforschung im Bodenseekreis            | Führungen durch 20 selten geöffneten Objekten                                      |
| 2009 | Historische Orte des Genießens im Bodenseekreis                        |                                                                                    |
| 2010 | Kultur in Bewegung – Reisen, Handel und Verkehr im Bodenseekreis       | Darstellungen gesellschaftlichen und technischen Wandels                           |
| 2011 | Romantik, Realismus, Revolution – Das 19. Jahrhundert im Bodenseekreis | Bauten aus dem 19. Jahrhundert als geschichtliche Zeugen                           |
| 2012 | Holz                                                                   | Führungen durch 15 hölzerne Zeugen der Vergangenheit                               |
| 2013 | Herausforderung Denkmalpflege / Unbequeme Denkmale im Bodenseekreis    |                                                                                    |
| 2014 | Farbe                                                                  | Besichtigungen von 16 Gebäuden                                                     |
| 2015 | Handwerk Technik Industrie                                             | 26 Objekte laden zu einer Zeitreise in die vergangenen 200 Jahre                   |
| 2016 | Gemeinsam Denkmale erhalten                                            |                                                                                    |
| 2017 | Macht und Pracht                                                       |                                                                                    |
| 2018 | Entdecken, was uns verbindet                                           |                                                                                    |
| 2019 | Modern(e) – Umbrüche in Kunst und Architektur                          | 18 Veranstaltungen zu Aspekten der Baukultur und Geschichte                        |

### Publikationen (Auswahl)
- Geschichte am See. Materialien zur Regionalgeschichte.[11] Kreisarchiv Bodenseekreis, Salem 1979ff. (ISSN 0178-4994)
- Elmar L. Kuhn. Industrialisierung in Oberschwaben und am Bodensee. Band 1: Beiträge. Band 2: Daten und Literatur. Kreissparkasse, Friedrichshafen 1984. (Geschichte am See; 24)
- Gerhard Raichle. Die ‘ausgesperrte’ Geschichte: Beiträge zur Geschichte der Arbeiterbewegung und des Nationalsozialismus in Friedrichshafen. Kreisarchivstelle, Friedrichshafen 1985. (Geschichte am See; 26)
- Der Bauernkrieg im südlichen Oberschwaben: Materialien zu einer Unterrichtseinheit. Hg. Günther Biegert. Kreisarchiv Bodenseekreis, Friedrichshafen 1986. (Geschichte am See; 34)
- Ralf Reiter. Agrargeschichte Oberteuringens vom 17.l bis 19. Jahrhundert. Kreisarchiv Bodenseekreis, Markdorf 1987. (Geschichte am See; 29)
- Tamara Citovics. Franz Xaver Konrad Staiger: Liberaler, Popularphilosoph, Historiker. Kreisarchiv, Markdorf 1990. (Geschichte am See; 38)
- Andreas Hacker. Umweltgruppen und Bürgerforen als Akteure in der Kommunalpolitik: eine Untersuchung in Städten und Gemeinden im Bodenseekreis. Kreisarchiv Bodenseekreis, Markdorf 1991 (Geschichte am See; 44)
- Franz Hofmann. "Lege in saxo" : Grabdenkmale im Bodenseekreis bis 1730. Hartung-Gorre, Konstanz, 1992 (Geschichte am See; 45)
- Roland Weiß. Die Grafen von Montfort im 16. Jahrhundert. Hg. vom Kreisarchiv Bodenseekreis und vom Förderkreis Heimatkunde Tettnang. Kreisarchiv Bodenseekreis, 1992. (Geschichte am See; 49)
- Gerhard K. Sanktjohanser. Überlingen 1850 – 1874: kommunale Politik zwischen Staat und Stadt. Kreisarchiv Bodenseekreis, Markdorf 1994. (Geschichte am See; 51)
- Das Officium des Paulinerordens am Fest des Ordenspatrons, des hl. Paulus, des ersten Eremiten, am 10. Januar : duplex I classis cum octava communi. Hg. von Elmar L. Kuhn. Collectio Paulina im Kreisarchiv Bodenseekreis, Friedrichshafen 2005 (5., rev. und erg. Aufl.) (Geschichte am See; 56)